# Électricité décarbonée
L'électricité décarbonée est une électricité produite à partir d'énergie primaire non-fossile. Autrement dit, l'électricité est d'origine renouvelable ou nucléaire. Cette électricité a l'avantage de ne pas ou peu émettre de dioxyde de carbone (CO2). La capture et séquestration du carbone peut également contribuer à la décarbonation de la production d'électricité.

## Définition
Une énergie est « décarbonée » si elle n’émet pas de dioxyde de carbone (CO2). Dans une acception commune, toutes les énergies renouvelables ainsi que l’énergie nucléaire sont considérées comme décarbonées. En pratique, aucune énergie n’émet « zéro carbone » si l’on intègre les étapes en amont et en aval de la production d’énergie (fabrication du panneau solaire, de l’éolienne, du réacteur nucléaire…), dans une analyse du cycle de vie. En toute rigueur, il faudrait donc parler d’énergies « faiblement carbonées ». La biomasse est un cas particulier : bien que sa combustion entraîne une production de CO2, on considère que la reconstitution naturelle de la biomasse, qui capte du CO2, compense ces émissions.

## Enjeux
La demande d’électricité est appelée à croître dans toutes les régions du monde, du fait du développement économique et des tendances lourdes telles que l’urbanisation et le numérique ; de plus, la lutte contre le réchauffement climatique nécessite le remplacement des énergies fossiles par des technologies électriques efficaces dans les transports, les bâtiments et l’industrie. Selon l'Agence internationale de l’énergie (AIE), la demande d’électricité mondiale devrait croître deux fois plus vite que la demande d’énergie. En 2040, la hausse des consommations d’électricité par rapport à 2018 atteindrait ainsi entre +60 % et +90 % selon les scénarios. Dans son scénario « Future is Electric », en 2040, un véhicule sur deux dans le monde est électrique, la part de l’électricité dans le chauffage des bâtiments est multipliée par trois grâce à la diffusion des pompes à chaleur et, dans l’industrie, l’électricité fournit alors près de 40 % des besoins en énergie grâce à l’emploi des pompes à chaleur et de l’hydrogène produit par électrolyse. Au total, la part de l’électricité dans la demande totale d’énergie passe de 19 % aujourd’hui à près de 30 % en 2040. L'AIE estime le potentiel technique d’électrification à 65 % de la demande d’énergie. Limiter le réchauffement climatique à moins de 2 °C demande de mobiliser trois leviers : une efficacité énergétique renforcée, une électricité zéro carbone à l’horizon 2040-2050 et une importante électrification des usages fossiles. Pour décarboner l’électricité dans ce contexte de demande en hausse, les énergies renouvelables comme l’éolien ou le photovoltaïque doivent jouer un rôle très important, soutenues par la baisse continue de leurs coûts, mais ne suffisent pas du fait de leur intermittence. Pour l’AIE, elles doivent être complétées par les moyens de production zéro carbone pilotables comme l’hydraulique, le nucléaire ou encore les moyens thermiques avec capture et séquestration du carbone (CCS).

## Tableau comparatif des énergies
| Énergie utilisée | Émission de CO2 en g/kWh |
| Charbon          | entre 960 et 1050        |
| Pétrole          | 778                      |
| Gaz naturel      | 443                      |
| Géothermie       | 38                       |
| Biomasse         | 35                       |
| Solaire PV       | 32                       |
| Biogaz           | 11                       |
| Hydroélectricité | 10                       |
| Nucléaire        | 66                       |
| Éolien           | 9                        |